# جون بالمر (كاتب سيناريو)
جون بالمر (بالإنجليزية: John Palmer)‏ (و. 1885 – 1944 م) هو كاتب سيناريو، وكاتب جريمة من المملكة المتحدة،، ولد في برستل، توفي عن عمر يناهز 59 عاماً.

## روابط خارجية
- جون بالمر على موقع IMDb (الإنجليزية)
- جون بالمر على موقع ميوزك برينز (الإنجليزية)
- جون بالمر على موقع قاعدة بيانات الفيلم (الإنجليزية)